# Circuito del Balaton Park
Il circuito del Balaton Park è un circuito situato a Balatonfőkajár, Ungheria. Aperto nel maggio del 2023, ospita il TCR Eastern Europe Trophy e dal 2025 ospita il Gran Premio motociclistico d'Ungheria nel Motomondiale e una tappa del Campionato Superbike.

## Storia

Configurazione usata da Motomondiale e Superbike

L'inizio della fase di costruzione del circuito iniziò nel 2019, con il tracciato che appartiene a degli investitori privati guidati dall'ex pilota ed imprenditore israeliano Chanoch Nissany, presidente dell'autodromo.
L'autodromo fu inaugurato il 16 maggio 2023 con una lunghezza 4 115 metri ed un totale di 16 curve, 6 a destre e 10 a sinistra, mentre nella stessa giornata Giancarlo Fisichella testò il circuito. Successivamente, nel settembre dello stesso anno venne annunciata la sua presenza nel calendario del Campionato Superbike 2024, venendo inoltre inserito come circuito di riserva nel Motomondiale. Tuttavia, il 7 giugno 2024 la Superbike ha annunciato la cancellazione della prima edizione del Gran Premio a causa dei lavori non ancora ultimati e, di conseguenza, con il tracciato non omologato, sostituendolo con il Circuito di Estoril.
Il 19 settembre 2024, venne annunciato l'inserimento del tracciato nel calendario del Campionato Superbike 2025, riportando l'appuntamento in Ungheria dopo trentacinque anni, e del Motomondiale 2025, riportando il Gran Premio d'Ungheria nella massima categoria del motociclismo dopo trentatré anni dall'ultima volta.
Il 15 maggio 2025 vennero apportate delle modifiche al tracciato in vista dei due appuntamenti motociclistici con alcune significanti modifiche in che hanno portato all'aggiunta di una curva nel numero totale ed una riduzione di quaranta metri nella lunghezza totale del circuito portandola a 4 075 metri.
Nel giugno del 2025, la Superbike organizzò una giornata di test divisa in due sessioni in vista del Gran Premio da tenersi il mese successivo, con Toprak Razgatlıoğlu che segnò il tempo più veloce in 1'42"605.